# Gran Premio d'Australia 2013
Il Gran Premio d'Australia 2013 è stata la prima prova della stagione 2013 del campionato mondiale di Formula 1. Si è svolta domenica 17 marzo 2013 sul circuito di Albert Park a Melbourne. La gara è stata vinta dal finlandese Kimi Räikkönen su Lotus-Renault, al suo ventesimo successo nel mondiale. Räikkönen ha preceduto sul traguardo lo spagnolo Fernando Alonso su Ferrari e il tedesco Sebastian Vettel su Red Bull Racing-Renault.

## Vigilia

### Aspetti tecnici
La Pirelli, fornitore unico degli pneumatici, annuncia per questo Gran Premio coperture di tipo medium e supersoft. Durante i test invernali alcuni piloti hanno espresso delle perplessità in merito alla durata del nuovo tipo di gomme portate dalla Pirelli in F1, ma secondo la casa italiana il numero di soste non sarà superiore a tre.
Da questa stagione, viene modificata la regola sull'utilizzo del Drag Reduction System (DRS). L'utilizzo di tale meccanismo, in prova e in qualifica, non sarà più libero, ma verrà limitato alle sole zone in cui il DRS è attivabile durante la gara. Le zone per l'attivazione del DRS sono stabilite per questo Gran Premio, come l'anno passato, lungo il rettilineo dei box, e nella zona tra le curve 2 e 3. Il punto di determinazione del distacco tra i piloti è posto alla curva 14.

### Aspetti sportivi
Il numero di scuderie scende a 11 con l'abbandono della spagnola HRT. La Thesan Capital, fondo che ha la proprietà della scuderia, aveva annunciato la sua volontà di mettere in vendita la scuderia nel novembre 2012, ma senza trovare acquirenti.
In seguito dell'uscita dal campionato dell'HRT, il numero di vetture in griglia si riduce perciò a 22: ciò comporta una variazione delle procedure adottate durante le qualifiche. Nella prima e nella seconda fase di qualificazione verranno eliminate solo 6 vetture alla volta, (come nel periodo 2006-2008). La Q3 rimane invariata, e limitata perciò alle 10 migliori vetture.
Il sette volte campione del mondo di Formula 1, Michael Schumacher, prima del Gran Premio del Giappone 2012, aveva annunciato il suo ritiro dalle competizioni a partire dal 2013. Poco prima la sua scuderia, la Mercedes, aveva annunciato l'ingaggio di Lewis Hamilton, proveniente dalla McLaren, dal 2013 per tre anni. Al suo posto la McLaren ingaggia Sergio Pérez, pilota messicano in arrivo dalla Sauber.
Il tedesco Nicolas Hülkenberg, pilota della Force India, passa alla Sauber, ove trova Esteban Gutiérrez, che viene promosso titolare dopo due stagioni da terzo pilota, prendendo il posto di Kamui Kobayashi. La Caterham ingaggia il pilota francese, proveniente dalla Marussia, Charles Pic, e l'olandese Giedo van der Garde, primo pilota dei Paesi Bassi a gareggiare in F1 dopo Christijan Albers al Gran Premio di Gran Bretagna 2007. Anche la Williams promuove come titolare il finlandese Valtteri Bottas, al posto di Bruno Senna. Bottas ha svolto il ruolo di test driver nel 2010 e 2011 e di terzo pilota nel 2012, svolgendo le prove libere del venerdì in 15 occasioni.
La Marussia sostituisce interamente la coppia di piloti del 2012. Al posto di Charles Pic, il team anglorusso promuove il britannico Max Chilton, quarto nella GP2 Series 2012 con il team satellite Carlin Motorsport. Inizialmente Chilton avrebbe dovuto fare coppia con Timo Glock, ma il pilota tedesco ha, successivamente, firmato con la BMW per competere nel DTM. L'altro pilota avrebbe dovuto quindi essere il brasiliano Luiz Razia, vicecampione della GP2, che fu collaudatore alla Virgin nel 2010 e al Team Lotus nel 2011. A causa di alcuni problemi con il budget la scuderia russa ha deciso di sostituirlo, prima dell'inizio della stagione, con il francese Jules Bianchi, ex collaudatore della Force India.
La Force India affianca, al confermato Paul di Resta, il tedesco Adrian Sutil, che torna in Formula 1 dopo un anno di assenza.
La Red Bull, la Toro Rosso, la Lotus e la Ferrari hanno confermato le stesse coppie di piloti del 2012. La posizione in Ferrari di Felipe Massa venne messa in discussione nel corso della stagione 2012, ma in ottobre la casa italiana confermò il brasiliano ancora per la stagione 2013. Anche la riconferma del francese Romain Grosjean alla Lotus fu per lungo tempo in dubbio e venne ufficializzata solo a dicembre.
A causa dell'elevata richiesta di biglietti per la gara gli organizzatori hanno deciso di creare una nuova tribuna. La nuova struttura, posizionata in vista delle curve Whiteford, 4 e 5, viene intitolata a Sebastian Vettel.
Lo statunitense Danny Sullivan è nominato commissario aggiunto dalla FIA per il Gran Premio. L'ex pilota ha già svolto tale funzione in tre occasioni in passato.
Da questa stagione, la marca di orologi Rolex diventa sponsor principale del Gran Premio. La casa svizzera rimpiazza la Qantas. Il Gran Premio, in dubbio nei mesi precedenti per ragioni finanziarie, vedrà scadere nel 2015 il contratto che lo lega al calendario iridato della F1. Bernie Ecclestone ha però affermato la volontà di prolungare la presenza del Gran Premio a Melbourne.

## Prove

### Resoconto
Il più rapido della sessione del venerdì mattina è il campione del mondo uscente Sebastian Vettel su Red Bull-Renault; il tedesco ha preceduto le due Ferrari di Felipe Massa e Fernando Alonso. Il pilota della Force India Paul di Resta è terminato nella sabbia di una via di fuga, ma senza subire conseguenze fisiche dall'incidente.
Vettel si è confermato il più rapido anche nella seconda sessione: il pilota della Red Bull ha abbattuto il muro dell'1"26, utilizzando gomme "supersoft". In questa sessione al secondo posto si è portato il suo compagno di scuderia, l'australiano Mark Webber, staccato di circa due decimi. Al terzo posto invece si è classificato Nico Rosberg su Mercedes. Le Ferrari si sono confermate veloci con l'utilizzo delle gomme "medium", mentre sono state meno competitive con le "supersoft". La McLaren, invece, ha confermato le difficoltà della prima sessione, terminando nel mezzo del gruppo dei tempi.
Al sabato, al fine di evitare l'arrivo della pioggia, subito tutti i piloti entrano in pista. Il più rapido è stato Romain Grosjean su Lotus-Renault. Poco dopo avere realizzato il tempo, la pioggia ha fatto la sua comparsa sul stracciato australiano, non permettendo più a nessun pilota di battere il crono realizzato dal pilota francese. Dietro a lui si sono poste le due Ferrari. Nella parte finale della sessione i piloti hanno provato a montare gomme intermedie. In questa fase vi è stato un problema tecnico sulla Red Bull Racing di Sebastian Vettel.

### Risultati
Nella prima sessione del venerdì si è avuta questa situazione:
| Pos | Nº | Pilota           | Costruttore             | Tempo    | Gap    | Giri |
| --- | -- | ---------------- | ----------------------- | -------- | ------ | ---- |
| 1   | 1  | Sebastian Vettel | Red Bull Racing-Renault | 1'27"211 |        | 16   |
| 2   | 4  | Felipe Massa     | Ferrari                 | 1'27"289 | +0"078 | 17   |
| 3   | 3  | Fernando Alonso  | Ferrari                 | 1'27"547 | +0"336 | 16   |

Nella seconda sessione del venerdì si è avuta questa situazione:
| Pos | Nº | Pilota           | Costruttore             | Tempo    | Gap    | Giri |
| --- | -- | ---------------- | ----------------------- | -------- | ------ | ---- |
| 1   | 1  | Sebastian Vettel | Red Bull Racing-Renault | 1'25"908 |        | 33   |
| 2   | 2  | Mark Webber      | Red Bull Racing-Renault | 1'26"172 | +0"264 | 31   |
| 3   | 9  | Nico Rosberg     | Mercedes                | 1'26"332 | +0"414 | 26   |

Nella sessione del sabato mattina si è avuta questa situazione:
| Pos | Nº | Pilota          | Costruttore   | Tempo    | Gap    | Giri |
| --- | -- | --------------- | ------------- | -------- | ------ | ---- |
| 1   | 8  | Romain Grosjean | Lotus-Renault | 1'26"929 |        | 14   |
| 2   | 3  | Fernando Alonso | Ferrari       | 1'27"000 | +0"071 | 7    |
| 3   | 4  | Felipe Massa    | Ferrari       | 1'27"241 | +0"312 | 10   |

## Qualifiche

### Resoconto
A causa di un problema con la telemetria i piloti non possono venire informati sulle condizioni della pista da parte della direzione di gara, direttamente sul loro cruscotto. Inoltre, l'arrivo di un forte acquazzone costringe la direzione di gara a posticipare di mezz'ora l'inizio delle qualifiche.
La pioggia però rende la pista molto scivolosa, tanti sono i piloti che effettuano delle escursioni fuori dal tracciato: Lewis Hamilton, Giedo van der Garde e Felipe Massa danneggiano le loro monoposto sbattendo contro i muri esterni al tracciato stesso. Nella parte finale della Q1 l'intensità delle precipitazioni cala, tanto che i piloti decidono di montare gomme intermedie. In queste condizioni però vi sono ulteriori incidenti che coinvolgono Esteban Gutiérrez e Charles Pic. Il più veloce della prima fase è Nico Rosberg, che precede Fernando Alonso e Romain Grosjean. I sei esclusi sono Pastor Maldonado, lo stesso Gutiérrez e i piloti di Marussia e Caterham.
Le condizioni atmosferiche peggiorano così che la direzione di corse è costretta a posticipare l'inizio della Q2 di circa 15 minuti, e successivamente di altri 25. A causa anche del calare dell'oscurità è stato successivamente stabilito di tenere la rimanente parte della sessione di qualifica alla domenica mattina, con inizio alle ore 11.
Anche alla domenica la pista si presenta inizialmente bagnata, ma in rapido miglioramento, tanto che alla fine della fase i piloti hanno optato per gomme intermedie. In Q2 nuovamente Nico Rosberg è stato il pilota più rapido, davanti a Mark Webber e Lewis Hamilton. Sono stati eliminati i due piloti della Toro Rosso, Nicolas Hülkenberg, Adrian Sutil, Sergio Pérez e Valtteri Bottas.
In Q3 la definizione della griglia è avvenuta negli ultimi minuti, quando i piloti hanno potuto montare sulle loro vetture gomme "supersoft", e non più gomme da bagnato. Sebastian Vettel ha conquistato così la sua trentasettesima pole del mondiale, con un tempo ottenuto nel suo solo tentativo. Il campione del mondo ha preceduto il compagno di scuderia Mark Webber, mentre la seconda fila è stata conquistata da Lewis Hamilton e Felipe Massa.

### Risultati
Nella sessione di qualifica si è avuta questa situazione:
| Pos                         | Nº | Pilota              | Costruttore             | Q1       | Q2       | Q3       | Griglia |
| --------------------------- | -- | ------------------- | ----------------------- | -------- | -------- | -------- | ------- |
| 1                           | 1  | Sebastian Vettel    | Red Bull Racing-Renault | 1'44"657 | 1'36"745 | 1'27"407 | 1       |
| 2                           | 2  | Mark Webber         | Red Bull Racing-Renault | 1'44"472 | 1'36"524 | 1'27"827 | 2       |
| 3                           | 10 | Lewis Hamilton      | Mercedes                | 1'45"456 | 1'36"625 | 1'28"087 | 3       |
| 4                           | 4  | Felipe Massa        | Ferrari                 | 1'44"635 | 1'36"666 | 1'28"490 | 4       |
| 5                           | 3  | Fernando Alonso     | Ferrari                 | 1'43"850 | 1'36"691 | 1'28"493 | 5       |
| 6                           | 9  | Nico Rosberg        | Mercedes                | 1'43"380 | 1'36"194 | 1'28"523 | 6       |
| 7                           | 7  | Kimi Räikkönen      | Lotus-Renault           | 1'45"545 | 1'37"517 | 1'28"738 | 7       |
| 8                           | 8  | Romain Grosjean     | Lotus-Renault           | 1'44"284 | 1'37"641 | 1'29"013 | 8       |
| 9                           | 14 | Paul di Resta       | Force India-Mercedes    | 1'45"601 | 1'36"901 | 1'29"305 | 9       |
| 10                          | 5  | Jenson Button       | McLaren-Mercedes        | 1'44"688 | 1'36"644 | 1'30"357 | 10      |
| 11                          | 11 | Nicolas Hülkenberg  | Sauber-Ferrari          | 1'45"930 | 1'38"067 | N.D.     | 11      |
| 12                          | 15 | Adrian Sutil        | Force India-Mercedes    | 1'47"330 | 1'38"134 | N.D.     | 12      |
| 13                          | 18 | Jean-Éric Vergne    | STR-Ferrari             | 1'44"871 | 1'38"778 | N.D.     | 13      |
| 14                          | 19 | Daniel Ricciardo    | STR-Ferrari             | 1'46"450 | 1'39"042 | N.D.     | 14      |
| 15                          | 6  | Sergio Pérez        | McLaren-Mercedes        | 1'44"300 | 1'39"900 | N.D.     | 15      |
| 16                          | 17 | Valtteri Bottas     | Williams-Renault        | 1'47"328 | 1'40"290 | N.D.     | 16      |
| 17                          | 16 | Pastor Maldonado    | Williams-Renault        | 1'47"614 | N.D.     | N.D.     | 17      |
| 18                          | 12 | Esteban Gutiérrez   | Sauber-Ferrari          | 1'47"776 | N.D.     | N.D.     | 18      |
| 19                          | 22 | Jules Bianchi       | Marussia-Cosworth       | 1'48"147 | N.D.     | N.D.     | 19      |
| 20                          | 23 | Max Chilton         | Marussia-Cosworth       | 1'48"909 | N.D.     | N.D.     | 20      |
| 21                          | 21 | Giedo van der Garde | Caterham-Renault        | 1'49"519 | N.D.     | N.D.     | 21      |
| Tempo limite 107%: 1'50"616 |    |                     |                         |          |          |          |         |
| 22                          | 20 | Charles Pic         | Caterham-Renault        | 1'50"626 | N.D.     | N.D.     | 22      |

Con i tempi in grassetto sono visualizzate le migliori prestazioni in Q1, Q2 e Q3.

## Gara

### Resoconto
Alla gara non prende parte Nicolas Hülkenberg per un problema di alimentazione sulla sua monoposto.
Il cielo minaccia pioggia ma la pista è asciutta. Al via Sebastian Vettel mantiene il comando, mentre il suo compagno di scuderia, Mark Webber, è autore di una partenza infelice che lo fa retrocedere in settima posizione. Dietro al campione del mondo si inserisce Felipe Massa, seguito da Lewis Hamilton e Fernando Alonso. Nel corso del primo giro Alonso si porta in terza posizione, dopo avere passato Hamilton. L'inglese, nel secondo giro, perde un'altra posizione, a favore di Kimi Räikkönen.
Le vetture di testa montano gomme "supersoft", e già al giro 4 Jenson Button compie il suo primo cambio gomme. Tra il settimo e il nono giro vanno al cambio gomme tutti i migliori quattro della classifica. Si pone così in testa Lewis Hamilton, seguito dall'altro pilota della Mercedes, Nico Rosberg, e da Adrian Sutil, partito con gomme "medie". I due della Mercedes cambiano gli pneumatici tra il tredicesimo e quattordicesimo passaggio. Si porta a condurre così Sutil (per la prima volta in carriera), seguito da Sebastian Vettel, Felipe Massa, Fernando Alonso e Kimi Räikkönen.
Al giro 20 Alonso anticipa la sua seconda sosta; un giro dopo vanno al cambio gomme anche i primi due della classifica. Al momento del rientro in pista entrambi si trovano dietro al ferrarista. Un giro e Vettel prende una posizione a Sutil. Al giro 23 è il turno del secondo pit stop per Massa, che rientra dietro a Sutil. La classifica vede ora al comando Kimi Räikkönen, seguito dal duo della Mercedes, poi Fernando Alonso, Sebastian Vettel, Adrian Sutil e Felipe Massa. Alonso si avvicina a Rosberg che, tuttavia è costretto al ritiro per un problema all’alimentazione nel corso del ventisettesimo giro. Al giro 31 l’asturiano passa Hamilton e sale al secondo posto; poco dopo il britannico va al cambio gomme, anche a causa di un flat spot nel duello con Alonso.
Räikkönen, che può contare su 15” di vantaggio su Alonso, effettua il secondo cambio degli pneumatici al giro 34, rientrando in pista quinto. Comanda ora Alonso. Tra il giro 36 e il 39 vanno al terzo cambio di gomme Massa, Vettel e Alonso. Quando lo spagnolo rientra in pista è dietro a Räikkönen. La gara è comandata da Sutil, cui segue il finlandese, Alonso, Vettel e Massa. Al giro 43 Räikkönen passa Adrian Sutil e torna leader. Tre giri più tardi anche Alonso riesce a passare il tedesco, ma, complice anche una complicata fase di doppiaggio, il suo distacco da Räikkönen sale da 4” a 7”. Da lì in avanti il finlandese gestirà comodamente gomme e distacco, ottenendo anche il giro più veloce a due tornate dal termine. Intanto, a dodici giri dalla fine Sutil ha effettuato il suo ultimo cambio gomme, montando gomme "supersoft”. Cinque giri dopo, già in crisi con gli pneumatici, deve cedere ad Hamilton e a Webber, ma riuscirà a salvarsi dal ritorno finale del compagno Paul di Resta.
Kimi Räikkönen riesce così a condurre la gara fino al termine, senza essere mai avvicinato da Fernando Alonso, che chiude secondo. Al terzo posto Sebastian Vettel, seguito da Felipe Massa, Lewis Hamilton e Mark Webber. Quella conquistata da Kimi Räikkönen è stata la seconda e ultima vittoria in Formula 1 per la Lotus.

### Risultati
I risultati del Gran Premio sono i seguenti:
| Pos | Nº | Pilota              | Costruttore             | Giri | Tempo/Ritiro     | Griglia | Punti |
| --- | -- | ------------------- | ----------------------- | ---- | ---------------- | ------- | ----- |
| 1   | 7  | Kimi Räikkönen      | Lotus-Renault           | 58   | 1h30'03"225      | 7       | 25    |
| 2   | 3  | Fernando Alonso     | Ferrari                 | 58   | +12"451          | 5       | 18    |
| 3   | 1  | Sebastian Vettel    | Red Bull Racing-Renault | 58   | +22"346          | 1       | 15    |
| 4   | 4  | Felipe Massa        | Ferrari                 | 58   | +33"577          | 4       | 12    |
| 5   | 10 | Lewis Hamilton      | Mercedes                | 58   | +45"561          | 3       | 10    |
| 6   | 2  | Mark Webber         | Red Bull Racing-Renault | 58   | +46"800          | 2       | 8     |
| 7   | 15 | Adrian Sutil        | Force India-Mercedes    | 58   | +1'05"068        | 12      | 6     |
| 8   | 14 | Paul di Resta       | Force India-Mercedes    | 58   | +1'08"449        | 9       | 4     |
| 9   | 5  | Jenson Button       | McLaren-Mercedes        | 58   | +1'21"630        | 10      | 2     |
| 10  | 8  | Romain Grosjean     | Lotus-Renault           | 58   | +1'22"759        | 8       | 1     |
| 11  | 6  | Sergio Pérez        | McLaren-Mercedes        | 58   | +1'23"367        | 15      |       |
| 12  | 18 | Jean-Éric Vergne    | STR-Ferrari             | 58   | +1'23"857        | 13      |       |
| 13  | 12 | Esteban Gutiérrez   | Sauber-Ferrari          | 57   | +1 giro          | 18      |       |
| 14  | 17 | Valtteri Bottas     | Williams-Renault        | 57   | +1 giro          | 16      |       |
| 15  | 22 | Jules Bianchi       | Marussia-Cosworth       | 57   | +1 giro          | 19      |       |
| 16  | 20 | Charles Pic         | Caterham-Renault        | 56   | +2 giri          | 22      |       |
| 17  | 23 | Max Chilton         | Marussia-Cosworth       | 56   | +2 giri          | 20      |       |
| 18  | 21 | Giedo van der Garde | Caterham-Renault        | 56   | +2 giri          | 21      |       |
| Rit | 19 | Daniel Ricciardo    | STR-Ferrari             | 39   | Scarichi         | 14      |       |
| Rit | 9  | Nico Rosberg        | Mercedes                | 26   | Probl. elettrico | 6       |       |
| Rit | 16 | Pastor Maldonado    | Williams-Renault        | 24   | Testacoda        | 17      |       |
| NP  | 11 | Nicolas Hülkenberg  | Sauber-Ferrari          | 0    | Alimentazione    | 11      |       |

## Classifiche mondiali

### Piloti
| Pos | Pilota           | Punti |
| --- | ---------------- | ----- |
| 1   | Kimi Räikkönen   | 25    |
| 2   | Fernando Alonso  | 18    |
| 3   | Sebastian Vettel | 15    |
| 4   | Felipe Massa     | 12    |
| 5   | Lewis Hamilton   | 10    |
| 6   | Mark Webber      | 8     |
| 7   | Adrian Sutil     | 6     |
| 8   | Paul di Resta    | 4     |
| 9   | Jenson Button    | 2     |
| 10  | Romain Grosjean  | 1     |

### Costruttori
| Pos | Team                    | Punti |
| --- | ----------------------- | ----- |
| 1   | Ferrari                 | 30    |
| 2   | Lotus-Renault           | 26    |
| 3   | Red Bull Racing-Renault | 23    |
| 4   | Mercedes                | 10    |
| 5   | Force India-Mercedes    | 10    |
| 6   | McLaren-Mercedes        | 2     |